# Przełęcz Notsuka
Przełęcz Notsuka (jap. 野塚峠 Notsuka-tōge) – znajdująca się na wysokości 1230 m n.p.m. i długa na 21,4 km przełęcz w południowych krańcach gór Hidaka na wyspie Hokkaido w Japonii. Przecina ją droga krajowa nr 236, przechodząca w tunelu 645 m pod przełęczą, prowadząca do miast Hiroo i Urakawa.